# آندریا جیالومباردو
آندریا جیالومباردو (انگلیسی: Andrea Giallombardo؛ زادهٔ ۱۹ اوت ۱۹۸۰) بازیکن فوتبال اهل ایتالیا است.
از باشگاه‌هایی که در آن بازی کرده‌است می‌توان به باشگاه فوتبال پروجا، باشگاه ورزشی لاتزیو، باشگاه فوتبال آسکولی، باشگاه فوتبال مسینا، باشگاه فوتبال پارما، باشگاه فوتبال فوجا، باشگاه فوتبال آ.اس. رم، باشگاه فوتبال کاتانیا، باشگاه فوتبال لاتینا، و باشگاه فوتبال لیورنو اشاره کرد.